# On the Road – Unterwegs
On the Road – Unterwegs (zu deutsch Auf der Straße) ist ein Roadmovie aus dem Jahr 2012, das auf dem gleichnamigen Roman des Autors Jack Kerouac basiert. In den Hauptrollen sind Sam Riley und Garrett Hedlund zu sehen, die gemeinsam einen Roadtrip durch die USA unternehmen.
Die Weltpremiere fand am 23. Mai 2012 statt. In den deutschen Kinos startete On the Road am 4. Oktober 2012.
Der Film war am 7. Dezember 2014 als Free-TV-Premiere auf Tele 5 zu sehen.

## Handlung
Der junge ambitionierte Autor Sal Paradise lernt kurz nach dem Tod seines Vaters den lebenshungrigen Dean Moriarty kennen. Beide freunden sich an und wenig später brechen sie gemeinsam zu einem Roadtrip gen Westen auf. Stets die nächste Etappe vor Augen kosten beide den Rausch des Lebens voll aus und begeben sich auf die Suche nach Freiheit und der wahren Liebe. Berauscht vom bloßen Sein genießen sie die unendliche Weite der Landschaft und ihr Leben mit Drogen, Sex, Jazz und kühnen Gedanken. Während ihres Roadtrips machen sie neue Bekanntschaften, kehren aber auch bei alten Freunden ein. Zu diesen gehören Deans Liebschaften Marylou und Camille, der philosophische Carlo Marx, Old Bull Lee und seine Ehefrau Jane.
Während Sal sich mit der Zeit von Dean distanziert und immer mehr ein geregeltes Leben in Betracht zieht, bevorzugt Dean auch im Laufe der Handlung das wilde Leben. Nach der Hochzeit und der folgenden Scheidung von Marylou ist seine Exfrau auf den Trips durch die USA seine ständige Wegbegleiterin. Dies macht seine neue Ehefrau Camille wütend, besonders nachdem ihr gemeinsames Kind geboren wird und Dean sein leichtes Leben nicht aufgeben will.

## Kritik
Das Road-Movie On the Road – Unterwegs bekam gemischte bis negative Kritik.
Auf der Website Rotten Tomatoes, die sich mit Rezensionen über Filme beschäftigt, wurde der Film mit 45 % bewertet. Die Publikumsmeinung zeigte aber, dass nur 34 % der Kinozuschauer der Film gefiel. In der Internet Movie Database wurde On the Road – Unterwegs mit 6,0 von 10 Punkten bewertet. Bei Metacritic erreichte der Film 56/100.

„Aus der innovativen ‚Beat‘-Bibel macht Regisseur Walter Salles ein eher konventionelles Road-Movie, das ein akribisch recherchiertes ‚Archiv‘ der rebellischen Gegenkultur zusammenträgt, sich aber weder mit den künstlerischen Ambitionen der Vorlage noch mit dem zeitgeschichtlichen Klima auseinandersetzt und sich erst recht nicht auf die radikal subjektive Herangehensweise des Romans einlässt.“

„On the Road – Unterwegs ist wie ein ausgedehntes Chaos, aber der Roman ist ebenfalls eines.“

„Dies ist kein Film für die Massen … die Geschichte ist eingeschnürt von Sex, Drogen und Nacktheit, aber ebenfalls eine fähige Charakterstudie über eine Gruppe von jungen Freunden, die Teil jeder Generation sein könnten.“

„On the Road – Unterwegs ist kein schlechter Film. In der Tat ist er sehr gut - manchmal. Er macht einen anständigen Job, indem er den Blick und das Gefühl von Kerouacs Zeit einfängt […] Salles versucht es, aber am Ende erreicht er mit On the Road nur eine oberflächliche Sicht auf die Geschichte und keinen Film, in den man seine Seele sinken lassen kann.“

## Hintergrund
Der gleichnamige Roman von Jack Kerouac, auf welchem On the Road - Unterwegs basiert, wurde 1957 veröffentlicht. Kerouacs Roman war in den 60er Jahren ein Bestseller und übte starken Einfluss auf die Beat Generation und die Hippiebewegung aus.
In seinem Roman verarbeitete Kerouac die Erlebnisse, die er gemeinsam mit seinem Freund zwischen 1947 und 1950 auf einer USA-Reise sammelte. Aus diesem Grund basieren viele der Filmfiguren auf real existierenden Personen, die im Umkreis des Autors lebten. So gilt Sal als Alter Ego Kerouacs, Neal Cassady als Vorlage für die Figur des Dean Moriarty, William S. Burroughs für Old Bull Lee und Allen Ginsberg für den Charakter Carlo Marx.
Auch Kerouac selbst äußerte die Idee einer Verfilmung und sah Marlon Brando als Idealbesetzung für die Rolle des Dean. Jack Kerouacs Angebot gegenüber Brando wurde von diesem aber nie beantwortet.
Schon im Jahr 1979 sicherte sich der Regisseur Francis Ford Coppola die Filmrechte am literarischen Stoff und strebte eine Verfilmung mit Brad Pitt und Billy Crudup in den Hauptrollen an. Das Projekt, welches für das Jahr 2001 geplant war, wurde jedoch nie realisiert.

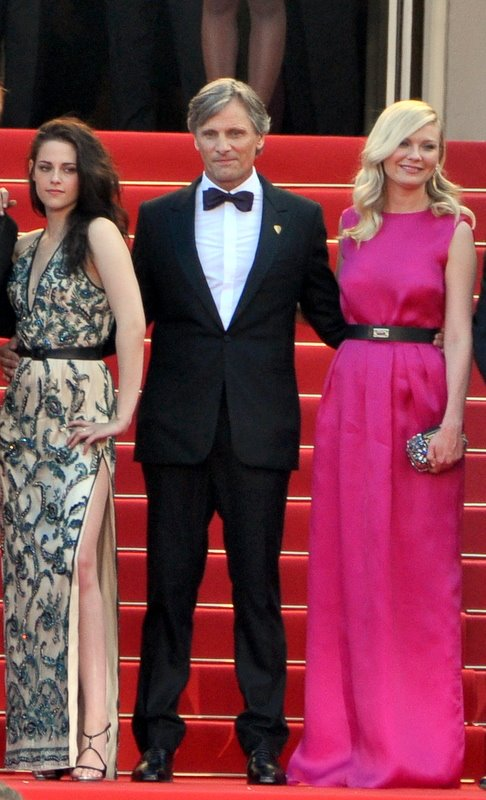
Kristen Stewart, Viggo Mortensen und Kirsten Dunst bei der Aufführung von On the Road – Unterwegs in Cannes 2012

## Auszeichnungen
Cannes Film Festival 2012
- Nominiert:
  - Palme d’Or für Walter Salles

Hollywood Film Festival 2012
- Gewonnen:
  - Hollywood Film Award in der Kategorie Supporting Actress of the Year für Amy Adams

National Board of Review 2012
- Gewonnen:
  - NBR Award in der Kategorie Top Ten Independent Films

Sydney Film Festival 2012
- Nominiert:
  - Official Competition Award für Walter Salles